# Bardo (buddismo)
In alcune scuole del buddismo con il termine bardo (tibetano བར་ དོ་ Wylie: bar do) o antarabhva (sanscrito) si intende uno stato intermedio, di transizione o liminale tra la morte e la rinascita, presente nella dottrina del buddismo Mahāyāna e Vajrayāna.        
È un concetto nato poco dopo la morte del Buddha, con diversi gruppi buddisti delle origini che accettavano l'esistenza di un tale stato intermedio, mentre altre scuole lo respingevano. Nel buddismo tibetano, il bardo è il tema centrale del Bardo Thodol, il Libro tibetano dei morti, in cui viene descritto dettagliatamente nelle sue fasi.    

## Descrizione secondo il buddismo tibetano
Il lama Ole Nydahl descrive così le varie fasi dello stato intermedio: 
Sia orgoglio o gelosia, attaccamento o rabbia, avidità o confusione, la tendenza predominante colora la mente e al tempo stesso la attrae verso luoghi e esseri che corrispondono al suo contenuto. Così azioni positive conducono a rinascite favorevoli in paesi piacevoli, mentre le azioni nocive generano rinascite in condizioni di sofferenza che rendono la vita difficile nella maggior parte del mondo al giorno d’oggi.»
Dopo circa sei settimane avviene la rinascita. Il bodhisattva, cioè l'illuminato che rinuncia al Nirvana per beneficio degli esseri senzienti, può scegliere, sempre dopo questo tempo, ma restando in stato di consapevolezza dopo aver riconosciuto la "chiara luce", la sua prossima rinascita, di solito come un tulku lama un maestro o un praticante che in questo caso si è reincarnato volontariamente.